# Ryom Chun-ja
Ryom Chun-ja (hangeul : 렴춘자 ; RR : Yeom Chunja ; MR : Ryŏm Ch'unja), née le 19 novembre 1942, est une ancienne joueuse nord-coréenne de volley-ball.
Elle est médaillée de bronze aux Jeux de 1972.

## Carrière
Ryom est médaillée de bronze lors des Jeux olympiques d'été de 1972 ainsi qu'aux Mondiaux de 1970.

## Palmarès

### En équipe nationale
- Jeux olympiques
  -  1972 à Munich.

- Championnat du monde féminin
  -  1970 à Varna.